# Heal the World
Heal the World – szósty singel Michaela Jacksona z albumu Dangerous.

## Lista utworów

### Wydanie oryginalne
1. „Heal the World” (7" Edit) – 4:31
2. „Heal the World” (Album Version) – 6:25
3. „She Drives Me Wild” – 3:41
4. „Man In The Mirror” – 4:55

### Visionary single
CD Side
1. „Heal the World” (7" Edit)
2. „Will You Be There”

DVD Side
1. „Heal the World” (Music Video)

## Mixes
1. Album Version – 6:25
2. 7" Edit w/Intro
3. 7" Edit
4. Mówiona Wersja (zawiera specjalną wiadomość od Michaela Jacksona).

## Notowania
| Lista (1992/1993)                             | Najwyższa pozycja |
| --------------------------------------------- | ----------------- |
| Australian Singles Chart                      | 20                |
| Austrian Singles Chart                        | 4                 |
| Canadian Singles Chart                        | 9                 |
| Dutch Singles Chart                           | 4                 |
| Eurochart Hot 100 Singles                     | 2                 |
| French Singles Chart                          | 2                 |
| German Singles Chart                          | 3                 |
| Irish Singles Chart                           | 2                 |
| New Zealand RIANZ Singles Chart               | 3                 |
| Norwegian Singles Chart                       | 3                 |
| Spanish Singles Chart                         | 1                 |
| Swedish Singles Chart                         | 15                |
| Swiss Singles Chart                           | 5                 |
| UK Singles Chart                              | 2                 |
| US Billboard Hot 100                          | 27                |
| US Billboard Hot R&B/Hip-Hop Singles & Tracks | 62                |
| US Billboard Hot Adult Contemporary Tracks    | 9                 |
| Lista (2006)                                  | Najwyższa pozycja |
| Dutch Singles Chart                           | 40                |
| French Singles Chart                          | 60                |
| Spanish Singles Chart                         | 1                 |
| Italian Singles Chart                         | 13                |
| Lista (2009)                                  | Najwyższa pozycja |
| Australian ARIA Singles Chart                 | 26                |
| Austrian Singles Chart                        | 22                |
| Danish Singles Chart                          | 7                 |
| Dutch Singles Chart                           | 46                |
| French Digital Singles Chart                  | 6                 |
| German Singles Chart                          | 18                |
| Irish Singles Chart                           | 22                |
| New Zealand Singles Chart                     | 19                |
| Norwegian Singles Chart                       | 3                 |
| Swedish Singles Chart                         | 18                |
| Swiss Singles Chart                           | 9                 |
| UK Singles Chart                              | 44                |
| US Billboard Hot Digital Songs                | 60                |

### Sprzedaż
| Kraj          | Status | Sprzedaż |
| ------------- | ------ | -------- |
| Niemcy        | Złoto  | 250,000  |
| Nowa Zelandia | Złoto  | 7,500    |